# Demétrio Costa
Demétrio Costa (16 de setembro de 1948 – Rio de Janeiro, 02 de Novembro de 2013), mais conhecido por "A Voz da Avenida", foi um locutor de rádio brasileiro que ganhou fama por ter sido o locutor oficial do Sambódromo do Rio de Janeiro durante 30 anos.

## Biografia
A voz de Demétrio foi descoberta em 1958 por Rafael Lauria Neto, que dirigia a Rádio Mantiqueira, de Cruzeiro (SP). Naquela época, com 18 anos, Demétrio era locutor do serviço de alto-falantes da cidade, onde nascera. 
Já em 1963, foi o apresentador dos comícios do ex-presidente Jânio Quadros, então candidato a governador do Rio de Janeiro.
De 1973 a 1990, trabalhou na Rádio Relógio, fazendo o quadro ‘Você sabia?’, que transmitia curiosidades nos intervalos de anúncios da hora certa.
Em 1984, fez o primeiro “Boa-noite, senhoras e senhores” do Sambódromo. Foi o locutor oficial até 2013, quando pela primeira vez também anunciou o desfile das escolas da Série A. Em 2005, emprestou sua voz para homenagear as escolas de samba do Grupo Especial no CD oficial dos sambas-enredo.
| “ | "Quando senti a vibração das arquibancadas, achei que poderia mudar o texto e a impostação de voz, dirigindo-me ao público de forma direta. Deixei de lado o coloquial, criando um novo estilo. E anunciei: 'Primeira Escola a desfilar!...', dando uma pausa para o suspense. A resposta da platéia foi sensacional." | ” |

Em seus últimos anos de vida, também apresentava um programa musical na Rádio Manchete.

## Falecimento
Faleceu no dia 02 de Novembro de 2013, aos 73 anos, após ficar 20 dias internado no Hospital São Lucas, em Copacabana, devido a um AVC.
| “ | "É difícil pensar na avenida sem ele. Era uma referência do carnaval, em termos de apresentação. Era inconfundível" | ” |

Seu corpo foi sepultado no dia 03 de novembro, no Cemitério Parque Jardim da Saudade, em Sulacap, Zona Oeste do Rio.